# ポール＝アンリ・スパーク
ポール＝アンリ・シャルル・スパーク（フランス語：Paul-Henri Charles Spaak、1899年1月25日 - 1972年7月31日）は、ベルギーの政治家（社会主義）。欧州連合の父と呼ばれる。

## 若年期
1899年1月25日にベルギーのスカールベークにおいて、劇作家・詩人のポール・スパークと上院議員のマリ・ジャンソンの間に誕生した。母方の祖父はポール・ジャンソン、伯父はベルギーの首相・外務大臣だったポール＝エミール・ジャンソンであるが、この2人は共にリベラル系の政治家であり、またマリ自身はベルギー初の女性上院議員であった。第一次世界大戦期にスパークは自分の年齢を偽って陸軍に入隊し、のちに2年間をドイツの戦争捕虜として過ごすことになる。
スパークはブリュッセル自由大学で法学を専攻する。学位を得た後は弁護士として活動し、共産主義者やウンベルト2世の暗殺を謀ったフェルナンド・デ・ロサなどを担当した。

## ベルギー
1920年にスパークは社会主義系のベルギー労働党に入党する。1932年には代議院議員となる。1935年にポール・ヴァン・ゼーラント政権で運輸相として入閣する。1936年2月には外相としてゼーラント、その後伯母であるエミール・ジャンソン政権に加わった。1938年5月から1939年2月にかけて、1期目の首相を務める。
1939年9月から1949年8月までの間に、ユベール・ピエルロ、アヒレ・ファン・アッケル、カミーユ・ユイスマンの3人の首相の下で外相を務めた。また1946年3月13日から同月31日までベルギー史上最短となる政権を担当したほか、1947年3月から1949年8月までの間にも首相を務めた。
さらに1954年4月から1958年6月までのアヒレ・ファン・アッケル政権、1961年4月から1966年3月までのテオ・ルフェーヴル、ピエール・アルメル両政権でも外相を務めた。
第二次世界大戦までスパークはベルギーの「独立方針」を提唱していた。1940年5月からのドイツによる占領期間において外相であったスパークはフランスに逃れており、直後の夏には帰国を目指していたがドイツによって阻まれた。このためスパークはイギリスに滞在することを余儀なくされた。

## 国際連合 (UN)
1945年になるとスパークは国際的な評価が高まり、この年には国際連合総会の初代議長に選出される。パリでの国際連合総会第3回会議でスパークはソビエト連邦代表団に対して"Messieurs, nous avons peur de vous"（私たちはあなた方を恐れている）という有名な言葉で呼びかけた。

## ヨーロッパ
1944年以降スパークは地域協力や集団安全保障といったものに傾倒していく。ロンドンに逃れていた期間、スパークはベルギー・オランダ・ルクセンブルクのベネルクスで関税同盟を創設しようと働きかけた。1949年8月にスパークは暫定議長のエドゥアール・エリオに代わって欧州評議会の議員会議初代議長に選出される。1952年から1953年にかけては欧州石炭鉄鋼共同体共同総会の議長を務めた。
1955年にヨーロッパ各国の首脳らによるメッシーナ会議においてスパークは単一欧州市場の設立について検討する委員会（スパーク委員会）の委員長に指名された。通称「スパーク報告書」は1956年のヴァル・ドゥシェス城での政府間協議における土台となり、1957年3月25日の2つのローマ条約（欧州経済共同体設立条約・欧州原子力共同体設立条約）の署名に至った。これにはスパークの長年の友人ロベルト・ロスチャイルドが貢献した。このときスパークはベルギーを代表してジャン＝シャルル・スノワ・エ・ドピュールとともに両条約に署名した。欧州経済共同体設立に至ったこれらの功績によりスパークは欧州連合の父に数えられており、1957年にはアーヘン市からヨーロッパの理念と平和に貢献した人物に授与されるカール大帝賞が贈られている。1962年にはスパークは「明日のヨーロッパはスープラナショナルなヨーロッパでなければならない」と宣言した。2000年に公開されたアメリカの機密文書によると、スパークはアメリカ諜報部の資金でヨーロッパ統合のプロセスを進めてきた経緯がある。

## 北大西洋条約機構 (NATO)
1956年にスパークはヘイスティングス・イスメイの後任としてNATOの事務総長に選出された。1957年から1961年にかけて事務総長を務め、その後ディルク・スティッケルと交替した。またスパークは1966年に機構本部の新しい所在地としてブリュッセルが選ばれる際に決定的な役割を果たした。同年にスパークはフランスをヨーロッパの枠組みに戻るよう働きかけることで「空席危機」を解決する重要な役割も果たした。

## 政界引退後
スパークは1966年に政治の世界から退く。その後スパークはベルギー王立フランス語文学アカデミーの会員となる。1969年にスパークは2巻に渡る回想録Combats inachevésを出版する。1972年7月31日にスパークはブリュッセル近郊のブレーヌ・ラリュートで73歳において永眠する。スパークの亡骸はブレーヌ・ラリュートのフォリス墓地に埋葬された。

## 家族
スパークにはマルグリッテ・マレヴェズとの間にフランス語圏民主戦線を率いた娘のアントワネット・スパーク、外交官の息子のフェルナン・スパークの2人の子供がいる。1964年8月にマルグリッテと死別した後は1965年4月にシモーヌ・デアールと再婚する。姪には女優のカトリーヌ・スパークがいる。1940年代、ニューヨーク滞在時にアメリカのファッション・デザイナーであったポーリン・フェアファクス・ポッターと愛人関係にあった。